# François Martin (assyriologue)
Pour les articles homonymes, voir François Martin.
François Martin, né le 16 septembre 1867 à Montsalvy dans le département du Cantal et mort le 27 mai 1913 dans le 6e arrondissement de  Paris, est un prêtre catholique et assyriologue français.
Il enseigne l'assyrien et l'éthiopien à l'institut catholique de Paris de 1898 à 1913.

## Biographie

### Études
François Martin est né le 16 septembre 1867 à Montsalvy dans le département du Cantal. Il fait ses études au séminaire de Saint-Flour, où il est ordonné prêtre en 1890. Il est ensuite vicaire en Auvergne pendant deux ans.
Il s'installe ensuite à Paris, où il obtient à la fois un doctorat en théologie et un diplôme de l'École pratique des hautes études,. Il se forme à une philologie rigoureuse en suivant les cours de Jean-Vincent Scheil et de Jules Oppert au Collège de France. Son diplôme de l'École pratique des hautes études est publié sous le titre de Textes religieux assyriens et babyloniens en 1900, dans la Bibliothèque de la IVe section de École pratique des hautes études.

### Carrière
En 1898, François Martin est nommé maître de conférences d'assyrien et d'éthiopien à l'Institut catholique de Paris, après avoir promis à Alfred Baudrillart de se cantonner à la philologie, « à l'exclusion de tout rapprochement doctrinal ». Cela fait alors cinq ans que l'assyriologie n'est plus enseignée à l'Institut catholique de Paris, après la destitution d'Alfred Loisy de sa chaire par François Richard de La Vergne, archevêque de Paris. François Martin y devient professeur en 1904,. En 1904-1905, alors que Jean-Vincent Scheil part au Moyen-Orient pour participer à des fouilles archéologiques, François Martin assure son enseignement à sa place à l'École pratique des hautes études,.
François Martin a notamment comme élève le jeune prêtre et futur cardinal Eugène Tisserant, qui apprend auprès de lui l'éthiopien. Selon Eugène Tisserant, François Martin est un professeur sévère, qui : « était un grammairien implacable. […]. Il est certain que les jurys présidés par lui n'avaient rien d'un bureau de bienfaisance ».

### Philologie
François Martin publie en 1903 un second recueil de Textes religieux assyriens et babyloniens,. C'est son principal ouvrage. En 1904, une polémique l'oppose à Charles Fossey, qui a, selon François Martin, reçu de manière irrégulière une fraction du prix Bordin décerné par l'Académie des inscriptions et belles-lettres. Charles Fossey, qui a mauvais caractère, se montre très méprisant, sans doute aussi par anticléricalisme.
François Martin dirige une collection intitulé Documents pour l'étude de la Bible. Apocryphes de l'Ancien Testament, où il fait lui-même paraître en 1906 le Livre d'Hénoch traduit sur le texte éthiopien. Il estime en effet nécessaire de traduire les apocryphes, pour mieux comprendre la Bible. Dans la communauté scientifique, ces ouvrages sont accueillis positivement. Pour le Livre d'Hénoch, François Martin reçoit en 1909 le prix Saintour, conjointement avec Alfred Roussel, Antonin Jaussen et Frédéric Macler, décerné par l'Académie des inscriptions et belles-lettres.
Dans la même collection, il fait notamment préparer et publier par Eugène Tisserant la traduction de l'Ascension d'Isaïe. Il publie en 1909 un livre consacré aux Lettres néo-babyloniennes.
Dans ses publications, François Martin, attaché à l'établissement précis du texte, refuse les généralisations hâtives et ses comparaisons entre la religion assyrienne et la Bible sont soigneusement circonscrites. Il prépare la publication d'un lexique de la langue akkadienne, mais meurt avant d'avoir réalisé son projet, léguant ses fiches préparatoires à Eugène Tisserant, qui les conserve dans la maison de ses parents, incendiée pendant la Première Guerre mondiale.
François Martin meurt le 27 mai 1913 dans le 6e arrondissement de  Paris,. Léon Legrain, prêtre également, lui succède sur sa chaire de l'Institut catholique de Paris, Eugène Tisserant, auquel François Martin avait pensé comme successeur, s'étant installé au Vatican,.

## Publications principales
- Textes religieux assyriens et babyloniens : Transcription, traduction et commentaire, Paris, Letouzey et Ané, 1903, 336 p. (lire en ligne).
- François Martin, Louis Delaporte, J. Françon, René Legris et J. Pressoir, Livre d'Hénoch traduit sur le texte éthiopien, Paris, Letouzey et Ané, coll. « Documents pour l'étude de la Bible. Apocryphes de l'Ancien Testament », 1906, 319 p. (lire en ligne). Prix Saintour 1909[7].
- Lettres néo-babyloniennes : Introduction, transcription et traduction, Paris, Honoré Champion, coll. « Bibliothèque de l'École pratique des hautes études. Sciences philologiques et historiques » (no 179), 1909, 195 p. (lire en ligne).

### Liens
- Notices d'autorité :   - VIAF
  - ISNI
  - BnF (données)
  - IdRef
  - LCCN
  - GND
  - Espagne
  - Pays-Bas
  - Israël
  - NUKAT
  - Vatican
  - WorldCat